# Atelopus nepiozomus
Espèce
Statut de conservation UICN

CRD : 
En danger critique
Atelopus nepiozomus est une espèce d'amphibiens de la famille des Bufonidae.

## Répartition
Cette espèce est endémique de la province de Morona-Santiago en Équateur. Elle se rencontre entre 2 000 et 3 450 m d'altitude sur le versant Est des Andes.

## Publication originale
- Peters, 1973 : The Frog Genus Atelopus in Ecuador. Smithsonian Contributions to Zoology, no 145, p. 1-49 (texte intégral).